# Síh špičatorypý
Síh špičatorypý (Coregonus oxyrinchus) nebo také síh ostronosý je evropský, údajně vyhynulý druh patřící do čeledi lososovitých. Výskyt síha špičatorypého byl prokázán na území Belgie, Francie, Německa, Holandska a v Anglii, vždy tam, kde ústí řek a odvodnění směřovalo do Severního moře. 
Vyskytoval se i na území Česka, kde byl naposledy uloven v roce 1888 u Roudnice nad Labem.

## Popis
Síh špičatorypý se lišil od ostatních ryb svého rodu tím, že měl dlouhý, kónický tvar hlavy. Délka těla byla ryby 30–50 cm, maximální váha do 2 000 g.

## Potrava
Síh špičatorypý se živil planktonem a bezobratlými živočichy.

## Vyhubení
Existuje spor, zda síh přežívající v oblasti Severního moře v Dánsku (wattové pobřeží), označovaný jako jako síh špičatorypý (snæbel), je stejný druh ryby jako ten, který byl vyhuben v západní části Severního moře. Na záchranu ryby v Dánsku byl zpracován projekt v hodnotě 13 milionů €. Jednalo se o projekt záchrany dánského síha špičatorypého, který byl financován z programu LIFE Evropské unie pomocí dánské Agentury pro přírodu. Projekt se úspěšně podařilo realizovat v letech 2005–2013. Dánský síh špičatorypý je geneticky příbuzný evropskému síhu marénovému (Coregonus maraena) rozšířenému v oblasti Baltského moře, ale zatím nelze potvrdit jeho genetický vztah k zaniklým populacím v jiných oblastech. Odborníci tvrdí, že morfologické rozdíly mezi různými populacemi nejsou výjimkou v širších variacích evropské bělice. Jiní odborníci  se však domnívají, že morfologické rozdíly jsou rozhodující a že poslední potvrzený výskyt síha špičatorypého byl v roce 1940, kdy byl chycen ve vodách dolního Porýní.

## Galerie

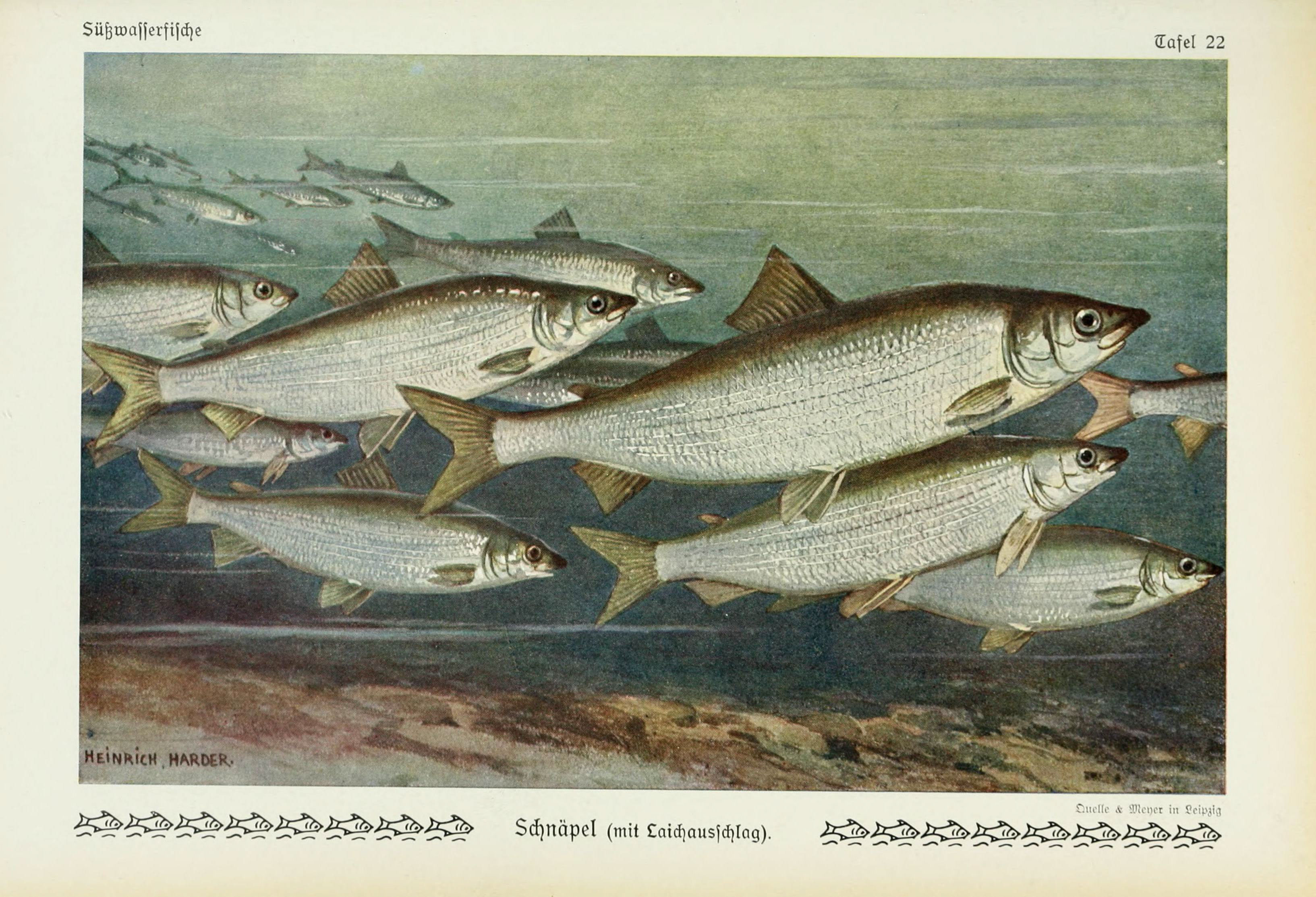
Hejno síhů špičatorypých
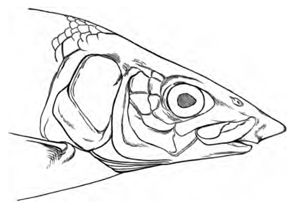
Hlava síha špičatorypého